# 战地：叛逆连队
《战地：叛逆连队》 是EA DICE制作、美国艺电发布的一款第一人称射击游戏。游戏发行Xbox 360、PlayStation 3两个版本，于2008年6月23日在北美地区上市，6月26日在西欧地区上市。在《战地2》上市后不久，官方就提到了战地新作的计划，而《战地：叛逆连队》也在数月后正式公布。《战地：叛逆连队》的直接续作《战地：叛逆连队2》已經在2010年登陆PlayStation 3、Xbox 360以及PC平台。
在《战地：叛逆连队》中，玩家将加入美国与俄罗斯之间发生的一场虚拟现代战争。不同于以往的战地系列作品，游戏加入了单人剧情模式。玩家将扮演美军的角色，与俄罗斯军队、中东联盟军（MEC）以及Legionnaire雇佣军在东欧、中东等地作战。
《战地：叛逆连队》是第一款使用EA DICE自主研发的寒霜1.0引擎的游戏，该引擎以支持环境破坏效果为特色。在游戏中，除了建筑骨架、天线等少数物件，其它物体都可以被载具或炸药摧毁。

## 单人游戏

### 背景
游戏的大环境背景设定在21世纪初，美俄关系高度紧张，甚至在他们的盟国间已经爆发了零星的冲突。
故事围绕B连的一个4人小分队展开。“B连”（B-Company）是美军“222营”的特殊连队，里面的人几乎全是因严重违纪而被转调来的。由于美军认为这些人“价值不大”，所以常在派遣特种部队之前，先将他们派入某战场参战或担任“救火队”，导致该连极高的伤亡率。“B连”也因而被称为“Bad Company”（叛逆连队）。

### 人物

小队集体照，自左向右依次为中士、哈格、马罗威、史威瓦特

- 马罗威：全名帕斯頓·马罗威（Preston Marlowe）[5]，游戏主角，是B连中的新人，因此当B连队在冒险旅途中碰到麻烦时，其他人总要给他点难活幹。
  - 加入B连原因：开着直升机兜风解闷时，撞烂了某将军的豪华轿车。
- 中士：全名格拉倫斯·維福特中士（Sergeant Clarence Redford）[6]，B连的军士长。
  - 加入B连原因：自愿加入B连以缩短服役期，好回家钓鱼。
- 哈格：全名小喬治·哥頓·哈格（George Gordon Haggard Jr.）[7]，爱惹麻烦，见什么炸什么。
  - 加入B连原因：一時高兴炸了己方的弹药库；在军官厕所门口放置阔剑地雷。
- 史威瓦特：全名泰倫斯·史威瓦特（Terence Sweetwater）[8]，拆弹专家，是“聪明”的大学生。
  - 加入B连原因：在军网上散播病毒。

### 情节
刚刚加入B连的马罗威正准备执行他的第一次任务。在游戏中第一场交火结束后，小队成员史威瓦特无意在一名死亡的Legionnaires雇佣兵身边发现了一些金块。史威瓦特向大家介绍，雇佣兵一向以“要行动，不要言词”为座右铭，由冷酷残忍的The Legionnaire领导，是当今世界最可怕的武装力量之一。当史威瓦特讲到Legionnaires雇佣兵拥有的丰厚报酬后，哈格迫不及待地在尸体上翻找，又寻得了一块小金条。接下来的战斗中，他们发现有一些Legionnaires雇佣兵在为一辆卡车装载金块，而后卡车驶向中立国“Serdaristan”境内。中士下令回撤，但哈格受黄金的诱惑已无法自制，抓起自己的霰弹枪，单枪匹马侵入了中立国。
其他小队成员在哈格惹出更多麻烦前设法追上了他。中士威胁哈格要将其送入军事法庭，而此时通信协调员与中士取得了联系，对他们的行为进行了斥责，表示要将他们全部送入军事法庭并延长他们的服役期。绝望的中士与小队商量，与其坐以待毙不如继续追赶运金卡车。正当他们到达码头，发现一艘满载黄金的运输船时，美军再次联系上他们，要求他们投降。但小队与美军协商后达成协定，小队将脱离美军组织，对Serdaristan中立国进行侦查，而小队完成任务后美军不会再追究他们的责任。美军称有迹象表明Serdaristan中立国在暗中与敌人勾结，命令小队追捕中立国领导人Zavomir Serdar。在小队前进途中，Serdaristan军队打下了一架美军黑鹰直升机，正式成为战争国。最终小队进入Serdar住地见到了Serdar，不料，Legionnaires雇佣兵也杀了过来，扬言要报复Serdar。与美军失去联系的小队只好与Serdar一道搭乘Mi-24直升机逃离。
经过很长一段的飞行后，飞机被一架Ka-52打了下来，落在俄罗斯境内。马罗威在通信协调员的指引下与小队会合，并解救了被Legionnaires挟持的Serdar。小队按Serdar的要求将其留在了一个荒岛上，然后乘船到了里海的Sadiz城。在这里，他们又见到了载有黄金的运输船，同时得知美军也正在蓄谋进攻夺取那些金子。B连为了取得竞争优势，炸掉了两座桥，最终先于美军赶到金库。不过很快，Legionnaires的总指挥Legionnaire就驾驶着Ka-52赶来，B连只好与飞机对决。等干掉飞机后，他们却发现美军已赶到金库并开始装金块了。垂头丧气的B连只好借势归队，协助美军运回战利品。
游戏结束时镜头切换到了炸毁的Ka-52处，The Legionnaire从残骸中爬出来，看起来没有受重伤，又露出狰狞猥褻的笑容。

## 多人游戏
多人游戏支持最多24人同时在线对战。

### 地图
在发布之初，游戏只支持夺金模式（Gold Rush），有Harvest Day、Over and Out、End of the Line、Ascension、Valley Run、Deconstruction、Oasis、Final Ignition八张地图。玩家分为攻方和守方。攻方需要在有限的兵力值减为零之前摧毁守方3到5个有重装甲保护的藏金点。这些藏金点需要玩家用手中的枪至破坏。玩家也可以选择安装定时炸弹，但是敌人可以拆除定时炸弹。
在玩家的强烈要求下，DICE在2008年8月7日发布了免费的征服模式地图包。地图包提供了Ascension、End of the Line、Oasis、Harvest Day四张地图的征服模式版本。征服模式与传统的战地系列游戏相同，将玩家分成两队，相互之间需要杀敌并占领地图上的据点。玩家可以在己方据点处重生，占领据点多的一方可以令另一方的重生次数减少，占领全部据点则直接判定胜利。
同年10月末，官方发布了第二个免费地图包，四幅地图，Acta non Verba、Ghost Town、Par for the Course、Crossing Over，则取材于单机游戏地图。

### 兵种
玩家可以在五个兵种中选择：突击兵（Assault）装备步枪参与各种正面攻击，爆破兵（Demolition）负责对付装甲载具，侦察兵（Recon）配备狙击步枪进行侦查活动，特种兵（Specialist）装备冲锋枪和C4炸药深入敌后偷袭，支援兵（Support）拥有轻机枪提供火力压制和医疗、维修服务。每个兵种都有数种不同的主武器供玩家选择，另外玩家最多可携带三个附属装备以及战斗刀。用刀击杀敌人可以获得对方的狗牌项链，获得的分数也更多。

### 军衔
游戏为联机对战设计了25个军衔，名称均来自真实的美国陆军军衔。每一局游戏玩家一般可获得50-650分，而最高军衔需要37000分。玩家在升级时可以获得解锁点用来获取10款解锁武器。
有5款武器需要达到最高军衔才可以解锁，但是购买“金版”的玩家可以直接解锁。另有5款武器的解锁方式比较特殊，官方称之为“Find All Five”计划。解锁方法包括预定游戏、订阅战地新闻、去官方网站查看自己的游戏等级、下载试玩版、注册战地老兵。

### 奖励
游戏中有各种奖杯（Trophies）、奖牌（Patches）、奖章（Wildcards）奖励给玩家。奖杯需要玩家在一局内达到特定目标，每个玩家可以获取多次；奖牌分为金、银、铜三种，没中都需要玩家拿到一定数量的特定的奖杯，再完成一个特定的目标，每个玩家只能刷新自己的奖牌，不能重复领取；奖章则需要玩 家做一些有意思但较难完成的任务。除了游戏内建的奖励系统，玩家完成一些简单的任务还可以获得Xbox 360上的成就，或是PlayStation 3上的奖杯。

## 游戏特性

### 破坏效果
使用寒霜1.0引擎的《战地：叛逆连队》中，有92%的环境物体可以被破坏。这些物体包括建筑物（除了框架和地板）、植被（树干、草皮、灌木）、载具、人物、一部分地面等。不过为了游戏的正常进行，仍有一些关键建筑无法被摧毁，防止一马平川、无地可攻的局面出现。另外，游戏支持动态环境光影，可以实时改变投影的方位。

### 载具
载具方面，游戏中有坦克、步兵装甲车、越野车、武装直升机、快艇和单兵移动的“高尔夫球车”可供选择。单人游戏中还出现了运输直升机、戰鬥直升機。受战斗规模的限制，游戏中没有喷气式战机。

### 音效
《战地：叛逆连队》使用的寒霜1.0引擎應用了EA DICE自主研發的高動態聲音渲染（HDR Audio）技術，來協調處理遊戲中各種聲音的關係。與高動態光照渲染技術類似，該技術可以在爆炸、開槍等出現大音量聲音的情況下降低音樂、發動機等環境音效的音量，從而突出前者音量之巨。
瑞典SAAB集團的子公司AerotechTelub，在2004年時曾採用DICE前一代的Refractor 2引擎技術為瑞典國防部製作了軍事模擬指揮訓練系統，三方的關係良好。故DICE是少數或是唯一可以獲得瑞典國防部支援，並實際以瑞典軍方主力坦克、自走砲、重型榴彈砲、SAAB戰機這類武裝載具及各式軍用槍枝、火炮進行音效錄製的遊戲工作室。《战地：叛逆连队》即是戰地風雲系列第一款與瑞典軍方合作錄製音效的遊戲。

## 外界评价
整体而言，《战地：叛逆连队》获得了较积极的评价。GameSpy给了4.5/5分，对《战地：叛逆连队》精彩的多人游戏部分、丰富的武器载具以及环境破坏效果给予了肯定。IGN指出了游戏中单人剧情的设定问题和没有co-op模式的缺憾，但仍给到了8.6/10分。1UP给了游戏B级（约合7.5/10分），抱怨AI存在的漏洞太多。
《战地：叛逆连队》在上市后一个月内获得了160万份的销量。

## 续作计划
2009年2月5日，美国艺电宣布了续作《战地：叛逆连队2》的开发项目。游戏将发布Xbox 360、PlayStation 3、Windows版，在2010年3月2日上市。